# Ngile

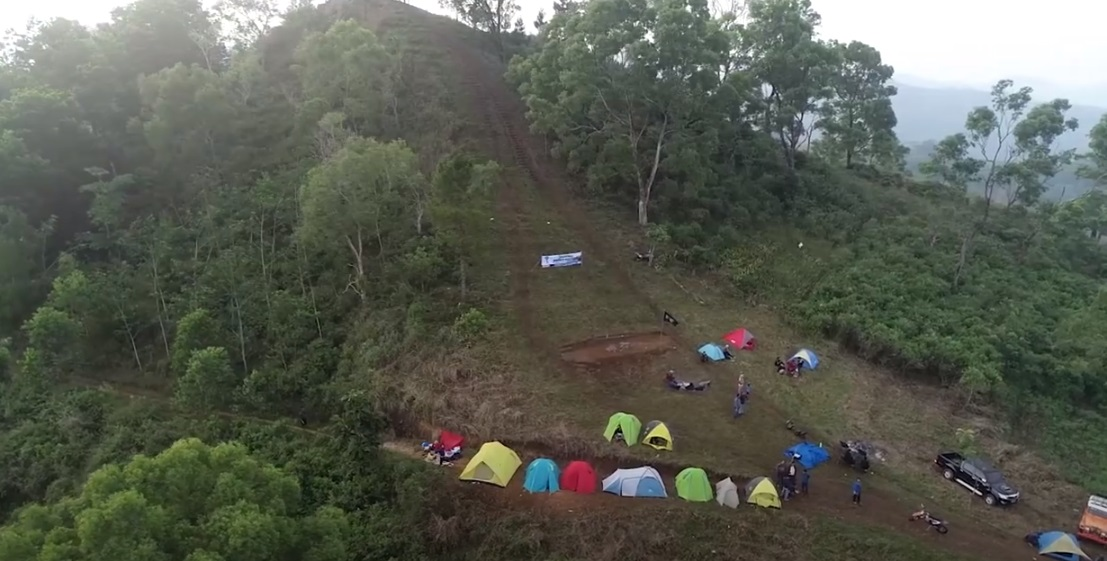
Kampeerterrein in Gunung Lanang.

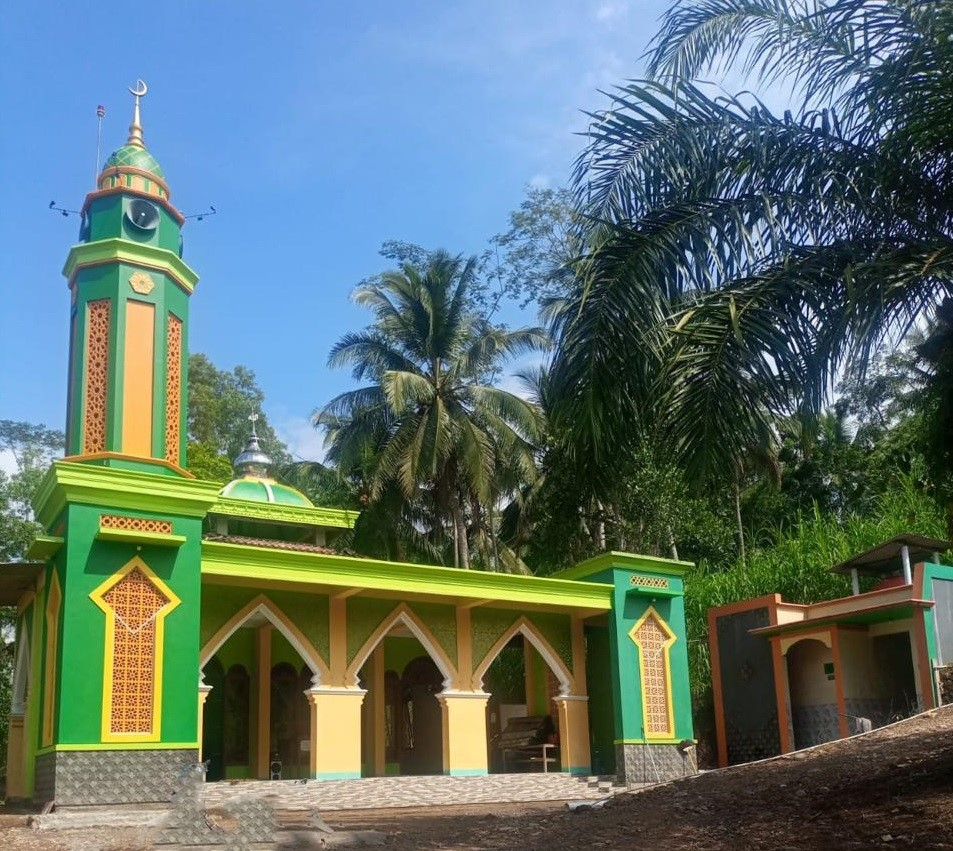
Krajan-AnNoer-moskee, Ngile-dorp.

Ngile is een bestuurslaag in het regentschap Pacitan van de provincie Oost-Java, Indonesië. Ngile telt 3508 inwoners (volkstelling 2010).